# Cyathea dintelmannii
Cyathea dintelmannii är en ormbunkeart som beskrevs av Lehnert. Cyathea dintelmannii ingår i släktet Cyathea och familjen Cyatheaceae. Inga underarter finns listade.